# Скочково (Зеленцовське сільське поселення)
Скочко́во (рос. Скочково) — присілок у складі Нікольського району Вологодської області, Росія. Входить до складу Зеленцовського сільського поселення.

## Населення
Населення — 50 осіб (2010; 79 у 2002).
Національний склад (станом на 2002 рік):
- росіяни — 96 %